# Gibborissoa virgata
Gibborissoa virgata là một loài ốc biển, là động vật thân mềm chân bụng sống ở biển thuộc họ Litiopidae.

## Phân bố
Loài này phân bố ở Địa Trung Hải, the Red Sea and in the Indian Ocean along Madagascar.